# Joost Luiten
Willibrordus Adrianus Maria (Joost) Luiten (Bleiswijk, 7 januari 1986) is een Nederlands golfspeler en winnaar van het KLM Open 2013 en 2016.

## Amateur
Van eind 2003 tot en met eind 2006 maakte Luiten deel uit van de Jong Oranje en Oranje selectie van de NGF.
Het Oranjeteam bestaande uit teamleden Luiten, Tim Sluiter en Wil Besseling won de Eisenhower Trophy in het Zuid-Afrikaanse Stellenbosch. Als beloning kreeg hij een wildcard om in 2007 mee te spelen op het KLM Open op de Kennemer waar hij als tweede eindigde.

#### Gewonnen
- 2003: Van Rijckevorsel Hitland Jeugd Open
- 2004: Dutch Boys Championship, Dutch Youths Championship, Sir Henry Cooper Junior Masters
- 2005: Spaans en Duits amateurkampioenschap

#### Teams
- Eisenhower Trophy: 2006 (winnaars)
- Bonallack Trophy: 2006 (winnaars)
- Palmer Cup: 2006 (winnaars)

Zijn coaches zijn Phil Allen (swing coach), Chris van der Velde en Rob Mouwen (putting coach). Hij speelt op Golfbaan De Rottebergen in Bergschenhoek, homecourse van Golfclub De Hooge Bergsche.

## Professional
Eind 2006 werd hij professional. Hij probeerde een Tour-kaart te bemachtigen via de Tourschool in San Roque, hetgeen net mislukte.
Seizoen 2007
In 2007 werd Luiten uitgenodigd om mee te doen aan het Kenya Open in Nairobi, onderdeel van de European Challenge Tour. Door in de top tien te eindigen mocht hij de week daarop meespelen in Italië. Daar werd hij derde, en mocht in Toulouse meedoen. Dat toernooi won hij, waardoor hij twee jaar speelrecht kreeg op de European Challenge Tour. Toen hij daarna in Düsseldorf won, werd hij gepromoveerd naar de Europese Tour. Bovendien werd hij uitgenodigd voor het Duitse Open in Hamburg in 2008.
Op het KLM Open op de Kennemer eindigde hij op de tweede plaats, achter Ross Fisher, waarmee hij € 177.000 verdiende.
Tijdens het eerste Nationale Golf Gala werd Luiten uitgeroepen tot golfer van het jaar. Uit handen van Colin Montgomerie ontving hij de hierbij behorende prijs.
Tijdens de laatste wedstrijd van het seizoen eindigde Luiten in Italië op de tweede plaats en was hij verzekerd van een Tourkaart voor 2008, waar ook Maarten Lafeber en Robert-Jan Derksen spelen. Luiten eindigde seizoen 2007 op de 129ste plaats op de Order of Merit van de Europese Tour en had daar €198.148 verdiend.
Seizoen 2008

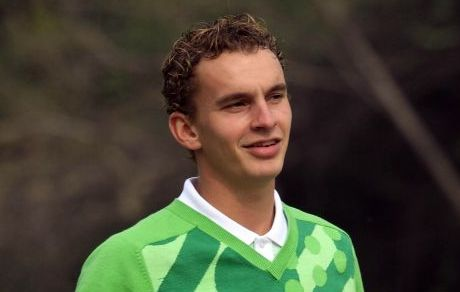
2008 in Indonesië

Seizoen 2008 van de Europese Tour had zijn eerste wedstrijden al in 2007. Eind 2007 stond Luiten op de 29ste plaats van de Order of Merit en had hij €56.900 verdiend in vier wedstrijden. Hij werd onder andere vierde bij de Alfred Dunhill Championship in december. Met een hole-in-one won hij begin 2008 een Audi TT Roadster.
In februari 2008 eindigde hij als vijfde op het Indonesia Open en verdiende ruim € 32.000; door deze top vijf plaats mocht hij in maart meespelen bij het Johnnie Walker Classic in Delhi, waar ook Derksen van start ging.
Na het KLM Open, waar hij de cut miste, stond hij nummer 130 op de Europese rangorde. De top 115 verlengt de tourkaart, de anderen moeten opnieuw naar de Tourschool om te kwalificeren. Hij eindigde op de 124e plaats. Via de Tourschool kwalificeerde hij zich alsnog voor de Europese PGA Tour voor 2009.
Seizoen 2009
Door een polsblessure kon Luiten het eerste deel van het seizoen 2009 niet spelen. De eerste wedstrijd die Luiten in 2009 speelde, was het Circolo Rapallo Open in Italië, een toernooi van de Alps Tour. Hij kwam in een play-off met de Italiaan Andrea Perrino en de Fransman Thomas Fournier. Luiten won door op de eerste extra hole een birdie te maken. Een week later werd hij tweede in Oostenrijk bij het Uniqa Finance Life Open op Golfclub Gut Mürstatten. Op het Omnium in België werd hij tweede. Zijn volgende toernooi was het KLM Open, waar hij de cut miste.
Seizoen 2010
Dit seizoen begon met een nieuwe caddie, Martin Gray. Hun eerste toernooi was de Dubai Desert Classic, waar Luiten de cut miste, maar zes weken later speelde hij een goed toernooi op de Hassan II Golf Trofee. In oktober incasseerde hij zijn grootste cheque door met -16 op de tweede plaats van de Portugal Masters op Vilamoura te eindigen. Uiteindelijk stond hij op nummer 28 van de Race To Dubai. Hij verdiende meer dan € 1 miljoen aan prijzengeld.
Seizoen 2011
Joost Luiten eindigde in 2011 zeven keer in de top tien, met onder meer een derde plaats bij het BMW International Open en het Austrian Golf Open. Zijn eerste overwinning op de Europese tour behaalde hij in Maleisië door op 20 november 2011 het Iskandar Johor Open op zijn naam te schrijven. Hij eindigde het seizoen 2011 als 24e op de Race To Dubai en nummer 64 op de wereldranglijst.
Seizoen 2013
Luiten eindigde op het Volvo China Open op de achtste plaats en kwam op de OWGR weer in de top 100. Daarna won hij het Oostenrijks Open. Op 15 september 2013 begon Joost als leader aan de slotdag van het KLM Open 2013, waar hij uiteindelijk na een play-off de winst binnen haalde. Hij steeg naar de twaalfde plaats op de Race To Dubai en sloot het jaar af op de 49ste plaats. Door in de top 50 te eindigen heeft hij zich gekwalificeerd voor alle Majors in 2014. In Nederland werd hij uitgeroepen tot Golfer van het Jaar.
Seizoen 2014
Een belangrijke beslissing van 2014 was het nemen van een andere caddie: de Canadees Dan Quinn die regelmatig voor Ernie Els heeft gecaddied. Dit seizoen is het beste jaar van Luiten tot dan toe. Behalve wederom een overwinning op de Europese Tour, eindigde hij als 11de op de Europese Order of Merit en op nummer 29 op de wereldranglijst. Beiden de hoogste notering ooit door een Nederlander behaald. Prijzengeld ruim boven de € 2 miljoen dit jaar. Voor de vijfde keer werd Luiten Golfer van het Jaar.
Seizoen 2015
In het seizoen 2015 behaalde Luiten geen overwinning. Hij speelde 13 toernooien van de Amerikaanse Tour en haalde in 8 toernooien de cut. Aan het einde van het seizoen stond hij nummer 84 op de wereldranglijst.
Seizoen 2016
Het jaar begon goed met drie top 10-plaatsen in de eerste vijf toernooien. In maart besloot Luiten een mental coach te nemen. Chris Henry is een Engels voormalig snooker-speler, die onder meer Stephen Hendry begeleid had.
In 2016 nam Luiten deel aan het golftoernooi op de Olympische Spelen. Hij eindigde op de 27e plaats.

### Gewonnen
Challenge Tour
- 2007: AGF Allianz Open de Toulouse, Vodafone Challenge (-18) in Düsseldorf

Alps Tour
- 2009: Circolo Rapallo Open

Europese Tour
- 2011: Iskandar Johor Open (-15)
- 2013: Oostenrijks Open (-17), KLM Open (-12) na play-off tegen Miguel Ángel Jiménez
- 2014: Wales Open (-14)
- 2016: KLM Open (-19)
- 2018: NBO Oman Open (-16)

Aziatische Tour
- 2011: Iskandar Johor Open  (-15)

## Majors
| Tournament            | 2011 | 2012 | 2013 | 2014 | 2015 | 2016 | 2017 | 2018 | 2019 |
| --------------------- | ---- | ---- | ---- | ---- | ---- | ---- | ---- | ---- | ---- |
| Masters               | =    | =    | =    | T26  | MC   | =    | =    | =    | =    |
| US Open               | =    | =    | =    | MC   | T39  | =    | =    | =    | =    |
| The Open Championship | T63  | T45  | =    | MC   | MC   | =    | T44  | =    | T32  |
| PGA Championship      | =    | T21  | MC   | 26   | MC   | T33  | MC   | =    | T64  |

MC = missed cut = cut gemist

### Teams
- World Cup: 2011 met Robert-Jan Derksen (resultaat: gedeeld vierde)

## Trivia
- Tijdens de Vodafone Challenge 2007 schrijft Luiten historie door de laagste finaleronde ooit gemaakt door een Challenge Tour-winnaar binnen te brengen. Hij maakt een ronde van -11 met 9 birdies en een eagle en wint met een totaalscore van -18.